# 六田 (名古屋市)
六田（ろくでん）は、愛知県名古屋市緑区の町名。現行行政地名は六田一丁目及び六田二丁目。住居表示未実施。

## 地理
名古屋市緑区の中央部に位置し、東に相原郷、北に鳴海町、南に曽根と若田に接する。

## 歴史

### 町名の由来
鳴海町の小字名「六条」と当地周辺が良い田であったことに由来するという。由来となった字名「六条」は条里制の名残の地名であるといい、古くから存在する地名である。

### 沿革
- 1976年（昭和51年） - 鳴海町の一部より六田一丁目、二丁目が成立[6]。
- 1990年（平成2年）- 鳴海町の一部を二丁目に編入[6]。

## 世帯数と人口
2019年（平成31年）3月1日現在の世帯数と人口は以下の通りである。
| 丁目       | 世帯数    | 人口    |
| ---------- | --------- | ------- |
| 六田一丁目 | 594世帯   | 1,222人 |
| 六田二丁目 | 522世帯   | 1,179人 |
| 計         | 1,116世帯 | 2,401人 |

### 人口の変遷
国勢調査による人口の推移
| 1995年（平成7年）  | 2,534人 | [ 7 ]  |  |
| 2000年（平成12年） | 2,503人 | [ 8 ]  |  |
| 2005年（平成17年） | 2,370人 | [ 9 ]  |  |
| 2010年（平成22年） | 2,317人 | [ 10 ] |  |
| 2015年（平成27年） | 2,315人 | [ 11 ] |  |

## 学区
市立小・中学校に通う場合、学校等は以下の通りとなる。また、公立高等学校に通う場合の学区は以下の通りとなる。
| 丁目       | 番・番地等 | 小学校               | 中学校               | 高等学校 |
| ---------- | ---------- | -------------------- | -------------------- | -------- |
| 六田一丁目 | 全域       | 名古屋市立鳴海小学校 | 名古屋市立鳴海中学校 | 尾張学区 |
| 六田二丁目 | 全域       | 名古屋市立相原小学校 | 名古屋市立鳴海中学校 | 尾張学区 |

## 施設
- 名古屋市立鳴海中学校
- 緑郵便局
- あいち銀行 鳴海中央支店
- スギ薬局 六田店

## その他

### 日本郵便
- 郵便番号 : 458-0036[3]（集配局：緑郵便局[14]）。